# Jean-Frédéric Neuburger
Jean-Frédéric Neuburger (né le 29 décembre 1986 à Paris) est un pianiste et compositeur français.

## Biographie
Né en 1986, Jean-Frédéric Neuburger étudie au Conservatoire national supérieur de musique et de danse de Paris où il obtient cinq premiers prix, notamment dans la classe de piano de Jean-François Heisser. Il étudie ensuite la composition et la direction d'orchestre à Genève auprès de Michael Jarrell et Luis Naon.
En tant que pianiste soliste, il est finaliste du Concours international Long-Thibaud en 2004, et remporte les auditions Young Concert Artist de New York en  2006. Il fait ses débuts avec le New York Philharmonic en 2006 dans le 3e Concerto de Beethoven, se produit avec le San Francisco Symphony, le Philadelphia Orchestra, le NHK Symphony Orchestra, les Bamberg Symphoniker, l'Orchestre de la Suisse romande, ainsi que dans des festivals comme La Roque d'Anthéron, Verbier, Lucerne, Auvers-sur-Oise, Klavier-Festival Ruhr. Il collabore avec des compositeurs contemporains comme Pierre Boulez, Philippe Manoury, Michael Jarrell.
Également organiste et compositeur depuis l'enfance, ses œuvres sont jouées par des solistes et ensembles comme Bertrand Chamayou, Raphaël Sévère, Trio Wanderer, Quatuor Modigliani, par le Boston Symphony, Singapore Symphony Orchestra, Gürzenich-Orchester Köln, Philharmonique de Radio-France, Orchestre de Paris, sous la direction de Jonathan Stockhammer, Pascal Rophé, François-Xavier Roth, Alexander Briguer, Christoph von Dohnányi.

En 2010, Jean-Frédéric Neuburger obtient le « prix Nadia et Lili Boulanger » de l’Académie des beaux-arts et en 2015 le prix Hervé Dugardin de la Sacem.
Sa discographie comprend des œuvres de Beethoven, Chopin, Liszt, Czerny, Barraqué, Ravel, Debussy et de sa propre composition.
L'Auditorium du Louvre lui consacre en 2014 une série de 5 concerts « Jean-Frédéric Neuburger et ses amis ».
Sa musique est éditée chez Durand (Universal Music Publishing).
Jean-Frédéric Neuburger enseigne depuis 2010 au CNSM de Paris.